# Asociación Argentina de Derecho del Trabajo y de la Seguridad Social
La Asociación Argentina de Derecho del Trabajo y la Seguridad Social es una asociación que fue fundada en Buenos Aires, Argentina en 1957 y tiene como finalidad integrar una entidad “que presentara amplio marco a todos quienes tuvieran inquietudes por la disciplina, al margen de sectarismos e intereses” y especialmente para “promover, realizar y difundir estudios de derecho del trabajo y de la previsión social, alentar el progreso de la legislación laboral, colaborar, con ese objetivo, con los organismos del estado y organizar un sistema de conciliación y arbitraje privado para la solución de conflictos laborales”.

## Fundación y expansión
Los fundadores, entre los cuales se encontraban los Dres. Ernesto Krotoschin, Juan D. Pozzo, Jorge Ratti, Guillermo Cabanellas y Julio Martínez Vivot, la pensaron "como un foro abierto y políticamente neutral". Al cumplirse 25 años de la fundación el Dr. Krotoschin afirmó que aquellos "... eran tiempos algo difíciles políticamente -como estamos acostumbrados a vivirlos desde hace tiempo-, y existía el peligro que el mismo derecho del trabajo se "politizara" y llegase a ser denominado por ciertas tendencias ideológicas y partidarias, poco propicias para su desarrollo. Nosotros queríamos cultivarlo en un foro neutral, aunque imbuidos de sentido democrático, en una entidad alejada de la pugna política partidaria y sin prejuicios de ninguna clase". El 3 de abril de 1978 un grupo importante de laboralistas fundó en Córdoba la primera filial de la Asociación, a ella siguieron otras en Tucumán, Chaco, Bahía Blanca, Mendoza, Mercedes, Rosario, San Nicolás, Mar del Plata, La Pampa, La Rioja, Neuquén, Salta, San Juan, San Luis, Dolores, Jujuy, Misiones, Bariloche, Santiago del Estero, La Plata, Santa Fe, Paraná, Rosario y, en 2015, Santa Fe. Más recientemente, el 28 de noviembre de 2018, se refundó la filial Resistencia, luego de muchos años de inactividad.
En sus primeros años la sede de la entidad funcionó en el estudio de alguno de sus integrantes; en 1982 se instala en un local de pasaje del Carmen de la ciudad de Buenos Aires, luego en Av. Córdoba 1500 y, en 1998, en oficinas propias de Lavalle 1567, hasta que en julio de 2005 adquirió el inmueble en la Avenida Corrientes, número 1145, 10º piso A.

## Actividades
A partir de 1970 la entidad programa, organiza y concreta los congresos nacionales de Derecho del Trabajo y de la Seguridad Social, así como también jornadas, seminarios y cursos, en los que se debaten temas que hacen a la mencionada disciplina jurídica. También coorganiza bianualmente las Jornadas Rioplatenses —conjuntamente con la Asociación Uruguaya de Derecho del Trabajo y de la Seguridad Social— y ha organizado el VIII Congreso Iberoamericano y el I Congreso Regional Americano de Derecho del Trabajo y de la Seguridad Social. En 1997 fue sede del XV Congreso Mundial de la Sociedad Internacional de Derecho del Trabajo y de la Seguridad Social. En 2019 fue organizadora del XI Congreso Regional Americano de Derecho del Trabajo y de la Seguridad Social, que tuvo como sede la ciudad de Córdoba, junto con la Asociación Argentina de Derecho del Trabajo y de la Seguridad Social - Filial Córdoba. 
Además coorganiza, en colaboración con la Facultad de Derecho de la Universidad de Buenos Aires (UBA), una carrera de posgrado en Derecho de la Seguridad Social.
Fueron presidentes de la entidad destacados juristas: Ernesto Krotoschin, Juan D. Pozzo, Enrique Fernández Gianotti, Julio Martínez Vivot, Justo López, Antolín Abad, Ricardo Guibourg, Juan Carlos Fernández Madrid, Máximo D. Monzón, Adrián O. Goldin, Jorge Bermúdez, Humberto Podetti, Antonio Vázquez Vialard, Jorge Rodríguez Mancini, Noemí Rial, Alberto Rimoldi, Graciela González, Héctor Omar García, Lorenzo Gnecco y Héctor C. Guisado quien la preside actualmente.
En el año 1984 se terminaron los trámites para obtener la personería jurídica de la entidad y en 1985 durante el X Congreso Internacional celebrado en Washington obtuvo el reconocimiento como miembro institucional de la Sociedad Internacional de Derecho del Trabajo y de la Seguridad Social y se le otorgó la representación de la entidad internacional en la República Argentina. Desde entonces en dos oportunidades los presidentes de la Asociación ocuparon cargos de vicepresidentes de la Sociedad Internacional: el Dr. Juan C. Fernández Madrid, el Dr. Humberto A. Podetti y por el fallecimiento de éste, el Dr. Antonio Vázquez Vialard, en tanto el Dr. Adrián Goldin –que fuera presidente de la AADTSS- ocupó el cargo de Presidente y el Dr. Arturo Bronstein la secretaría general.